# Bianzhong del marqués Yi de zeng

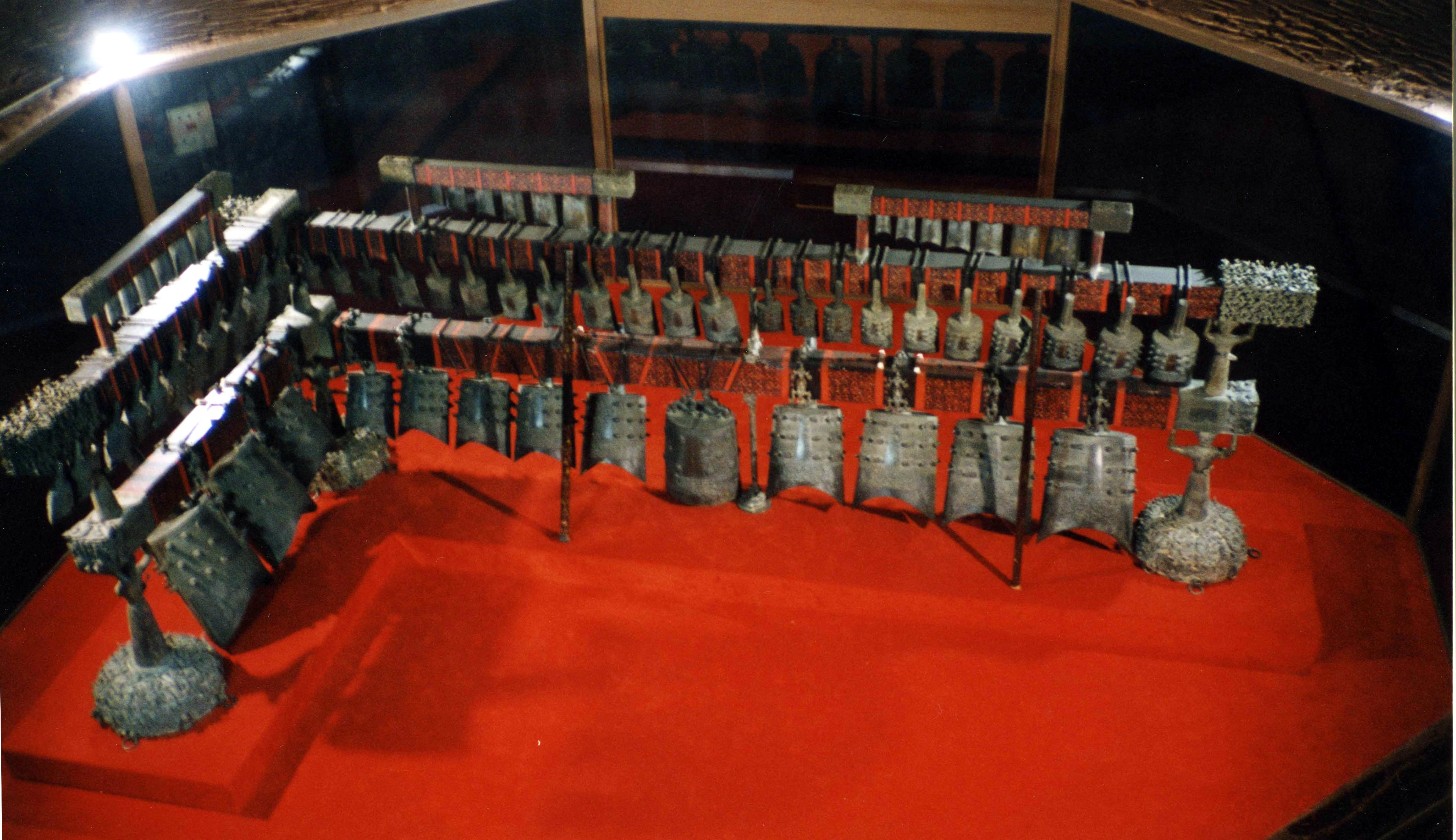
Campanas de Zeng-hou-yi.

El bianzhong del marqués Yi de Zeng (Chino: 曾侯乙编钟; Pinyin: Zēnghóuyǐ Biānzhōng), o Zenghouyi Bells en inglés, es un instrumento de percusión que fue desenterrado en 1978 en el Mausoleo de Zeng-hou-yi, en la prefectura de Suizhou, provincia de Hubei, China. El bianzhong fue construido en el año 433 a. C.
El instrumento está compuesto por dos estructuras de madera. Una de ellas mide 7,48 metros de largo por 2,65 metros de ancho. La otra estructura mide 3,35 metros de largo por 2,73 metros de ancho. Las dos se colocan en perpendicular una con respecto a la otra.
Está formado por 65 campanas, que se dividen en tres niveles y a su vez en ocho grupos. El nivel superior lo integran 19 campanas divididas en tres grupos. El nivel intermedio dispone de 33 campanas divididas en tres grupos, y el nivel inferior lo posee doce campanas en dos grupos, y una campana muy grande.
La campana más grande mide 153,4 cm de alto y pesa 203,6 kg. La más pequeña mide de alto 20,4 cm y pesa 2,4kg.
Al tañer las campanas se pueden obtener dos tonos distintos de cada una de ellas, dependiendo del lugar en donde sean golpeadas. La diferencia entre los dos tonos puede ser de tercera mayor o tercera menor. La extensión tonal comprende desde re2 hasta re7. Los tonos intermedios pueden llegar a ser hasta doce tonos distintos. Los mazos que sirven para tañer las campanas se encuentran junto al bianzhong.